# Nur der Wind (Film)
Nur der Wind ist ein deutscher Kriminalfilm von Fritz Umgelter aus dem Jahr 1961.

## Handlung
Auf einer Insel vor der irischen Küste warten die Fischer auf die Rückkehr von Tim O’Connor, dem Sohn des Fischers Sean. Er ist vor einiger Zeit nach Dublin gefahren, um ein Motorboot für die Fischerei zu kaufen. Die Einwohner der Insel hatten ihm Geld für eine Anzahlung mitgegeben. Zwar schreibt Tim von Dublin aus, er habe einen Mann gefunden, der ihm helfen werde, das Boot zu kaufen, doch vermutet Sean, dass es sich bei diesem Mann um Mike O’Brien handelt. Der hat vor vielen Jahren die Insel verlassen und lebt in Dublin. Er gilt als unverantwortlich und Sean befürchtet, dass er Tim dazu bringen wird, das Geld durchzubringen.
Tim hat in Dublin das Geld für ein eigenes Motorrad, einen Anzug und Abende in einem Yachtclub ausgegeben. Zudem hat er beim zwielichtigen Jack Johnston Schulden gemacht und sich mehrfach von Mike, der auf der Werft arbeitet und ein bodenständiger Mann geworden ist, Geld geliehen. Eine Bootsanzahlung kann er schon lange nicht mehr machen. Jack nutzt Tims Notlage aus und überredet ihn zu einem Einbruch bei der wohlhabenden Mrs. Collins, die einen Safe voller Schmuck besitzt. Es ist geplant, dass Tim den Schmuck stiehlt, in einem Schließfach am Bahnhof platziert und den Schlüssel an Jacks Mitwisserin Dinah gibt, in die Tim verliebt ist. Zwar kann Tim den Schmuck in der Nacht an sich nehmen, wird jedoch vom Nachtwächter überrascht. Tim schlägt ihn nieder und stößt ihn ins Wasser. Er flieht zum Bahnhof und schließt den Schmuck ein. Als er zwei Polizisten sieht, steckt er den Schlüssel in Panik in einen Expressbrief, den er an seinen Vater adressiert.
Tim begibt sich zu Mike und berichtet ihm von dem Einbruch und dem verschickten Schlüssel. Da er sich nicht traut, ohne Boot zu seinem Vater zu gehen, bietet Mike ihm an, selbst auf die Insel zu fahren, den Schlüssel zu holen und anschließend mit ihm den Schmuck zurück zu Mrs. Collins zu bringen. Er will am nächsten Tag mit dem Schlüssel zurück in Dublin sein. Als Mike abgefahren ist, erscheint Jack bei Tim und will den Schlüssel. Er behauptet, dass Tim den Nachtwächter getötet habe, auch wenn er nur leicht verletzt wurde. Jack droht, Tim bei der Polizei anzuzeigen, wenn er den Schlüssel nicht am nächsten Tag erhalte. Anschließend ruft er anonym die Polizei an und verrät Tims Aufenthaltsort. Sean ist unterdessen nach Dublin gekommen, um mit Tim zu reden. Er kommt an seinem Hotel an, als es gerade von Polizisten gestürmt wird. Tim hat einen Brief an Mike begonnen („Mike, es ist alles schief gegangen“), als er die Polizisten bemerkt. Er erschießt sich. Aus Seans Beteuerungen, dass sein Sohn nie gestohlen habe, und dem Briefbeginn schlussfolgert die Polizei, dass Mike Tim zu der Tat angestiftet habe. Sean schwört, Mike zu finden. Der kommt auf der Insel an und wird von den Einwohnern erfreut begrüßt. Er will den von Tim an Sean gesendeten Brief an sich nehmen, doch gibt Seans Tochter Eileen ihn nicht heraus, sei er doch für den Vater bestimmt, der in Dublin sei. Mike beschließt, auf Sean zu warten. Gemeinsam mit Eileen tanzt er und bringt damit den eifersüchtigen Roger gegen ihn auf. Wenig später kommt Sean zurück auf die Insel. Mike bittet ihn um den Schlüssel, doch meint Sean nur, dass er am nächsten Tag zusammen mit ihm nach Dublin gehen werde.
Am nächsten Tag bricht Sean mit Roger und Mike per Schiff auf. Auf hoher See macht er Mike für den Tod von Tim verantwortlich und lässt erkennen, dass er ihn umbringen wird, segelt das Schiff doch auch nicht nach Dublin. Roger drängt Mike an die Reling und Mike geht schließlich über Bord. Kurz darauf kehrt das Schiff ohne Mike zur Insel zurück. Sean berichtet Eileen, dass Mike für den Tod ihres Bruders verantwortlich war, doch glaubt Eileen an Mikes Unschuld und will mit ihrem Bruder und Roger nichts mehr zu tun haben. Mike gelingt es, zurück zur Insel zu schwimmen. Er trifft auf Eileen, die nach ihm gesucht hat. Zusammen wollen sie nach Dublin gehen, um den Mann zu stellen, der für Tims Lage verantwortlich war. Jack jedoch ist mit seinen Männern zur Insel gefahren, um sich den Schlüssel selbst zu holen. Mike will Eileen beweisen, dass er unschuldig ist, und bittet sie, Jack zu sagen, dass er den Schlüssel habe. Er solle zu ihm auf den Trockenplatz kommen. Jack gibt sich auf der Insel als Polizist aus, sodass Sean und Roger vor ihm fliehen. Sie sehen Jack mit Eileen fortgehen, nehmen die Männer sie doch als Geisel. Vergeblich versucht Mike, die Dorfbewohner zur Mithilfe beim Kampf gegen Jack und seine Männer zu bewegen. Erst der Umstand, dass diese für die Konfrontation mit Mike Eileen als Geisel genommen haben, bringt die Männer der Insel dazu, geschlossen zum Trockenplatz zu eilen. Hier sehen sie Jack im Kampf mit Mike. Dabei gibt Jack zu, für den Tod von Tim verantwortlich zu sein. Die Männer der Insel überwältigen Jack und seine Männer. Mike und Eileen kommen zusammen, auch wenn Mike kurz darauf wieder nach Dublin geht: Er will nun endlich ein Motorboot für die Fischer der Insel kaufen.

## Produktion
Nur der Wind wurde in Irland gedreht. Die Filmbauten stammten von Peter Röhrig. Für die Kostüme war Eva-Maria Schröder verantwortlich. Der Film hatte am 29. September 1961 in der Essener Lichtburg seine Premiere. Freddy Quinn singt im Film die Lieder Nur der Wind und Einmal oben, einmal unten. Die Liedertexte stammen von Aldo von Pinelli und Günter Loose.

## Kritik
Der film-dienst fasste Nur der Wind als „Seemannssentimentalität und am Ende ein strahlender Sieg des Guten“ zusammen. Für Cinema war der Film eine „Abenteuerschnulze“, die „alle Seemannsklischees“ bediene.